# Bahnhof Rudolstadt (Thür)

Der Bahnhof Rudolstadt (Thür) ist eine Eisenbahn-Betriebsstelle in der Stadt Rudolstadt im Landkreis Saalfeld-Rudolstadt in Thüringen. 1874 ging er in Betrieb.

## Lage
Der Rudolstädter Bahnhof befindet sich an Streckenkilometer 64,543 der Bahnstrecke Großheringen–Saalfeld (Saalbahn).
Der Stadtkern ist etwa 250 Meter in Richtung Norden entfernt. Unmittelbar nördlich verläuft die Straße Am Saaldamm (Bundesstraße 88). Auf der südlichen Seite fließt die Saale.
In südlicher Richtung ist der Bahnhof Rudolstadt-Schwarza in vier Kilometern die nächste Station. Der Güterbahnhof Rudolstadt liegt etwa eineinhalb Kilometer weiter nördlich.

## Geschichte

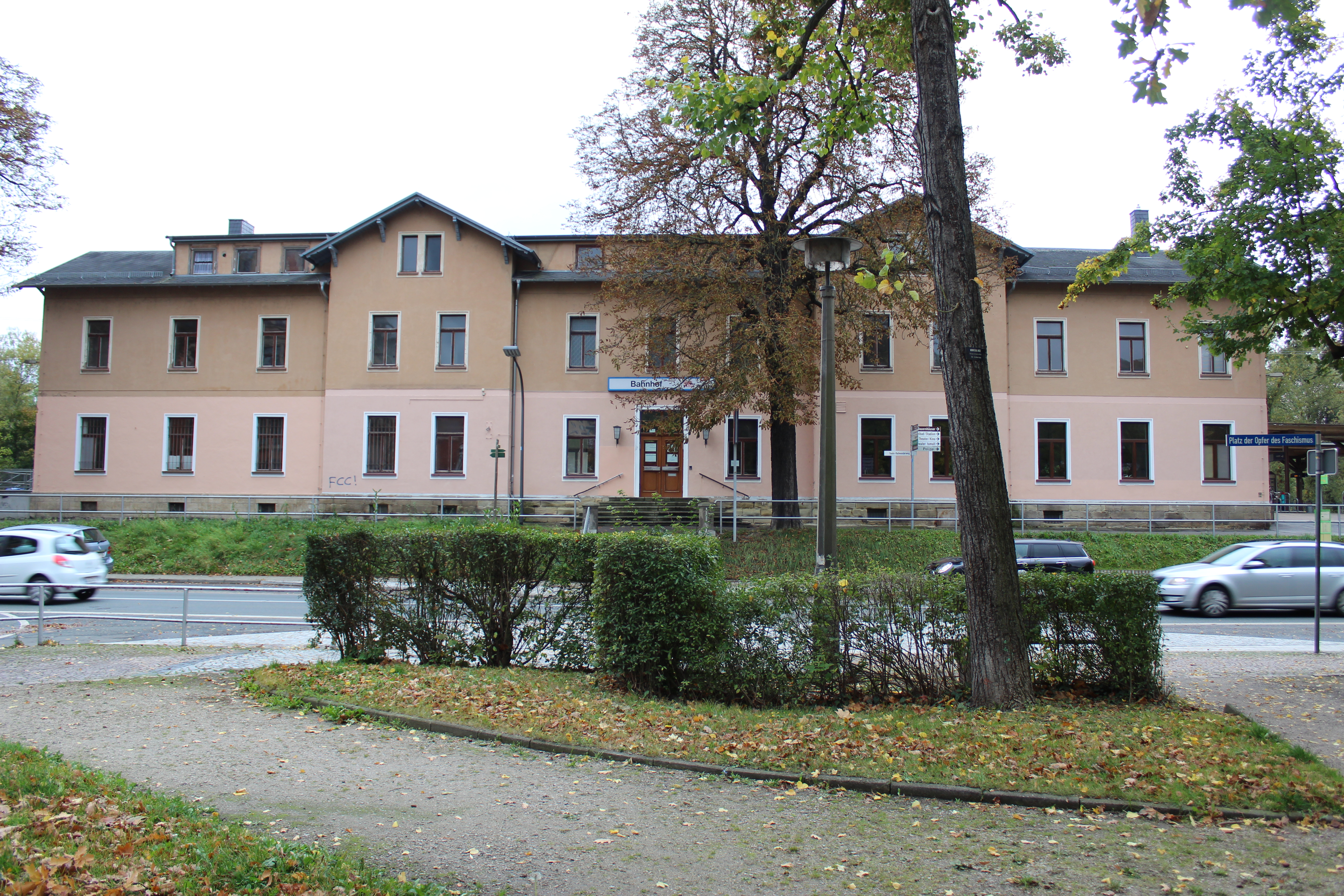
Empfangsgebäude, Straßenseite (2017)

Die Saal-Eisenbahn-Gesellschaft plante die Errichtung des Bahnhofs Rudolstadt in peripherer Lage westlicher der Stadt. Zwischen den Streckenkilometern 65,6 und 65,8 sollte er entstehen. Dort hätten sich auch noch Erweiterungsmöglichkeiten ergeben. Die Geländevorbereitung war schon im Gange. Die Rudolstädter Stadtverwaltung stellte sich gegen diesen Standort, was die Saal-Eisenbahn-Gesellschaft akzeptierte. Damit war zwar eine zentrale Lage des Bahnhofs erreicht, aber größere Erweiterungen für die Güterverkehrsanlagen waren nicht mehr möglich.
Er ging schließlich mit der Eröffnung der Saalebahn am 1. Mai 1874 in Betrieb. Das Empfangsgebäude entstand bei Kilometer 64,5 und wurde in recht sparsamer Weise erbaut. Hinzu kam noch ein Güterschuppen und zwei Weichenstellhäuser. 1879 gab es zwei Bahnsteige und fünf Weichen. 1881 wurde der Güterschuppen mit dem Material des in Rothenstein abgerissenen Güterschuppens vergrößert. Um die Bahnsteiggleise mit dem Güterschuppengleis zu verbinden, kam es 1884 zum Einbau zweier Doppelweichen. Noch im selben Jahr verlängerte man auch die Ladestraße um 70 Meter.
Die in den Anfangsjahren des Bahnhofs bestehenden Personen- und Güterverkehrsanlagen genügten zunächst den Anforderungen. Im Erdgeschoss des Empfangsgebäudes befanden sich Diensträume, bewirtschaftete Wartesäle aller drei Klassen und im westlichen Teil ein Fürstenzimmer, der dem Fürsten von Schwarzburg-Rudolstadt für Staatsempfänge zur Verfügung stand.

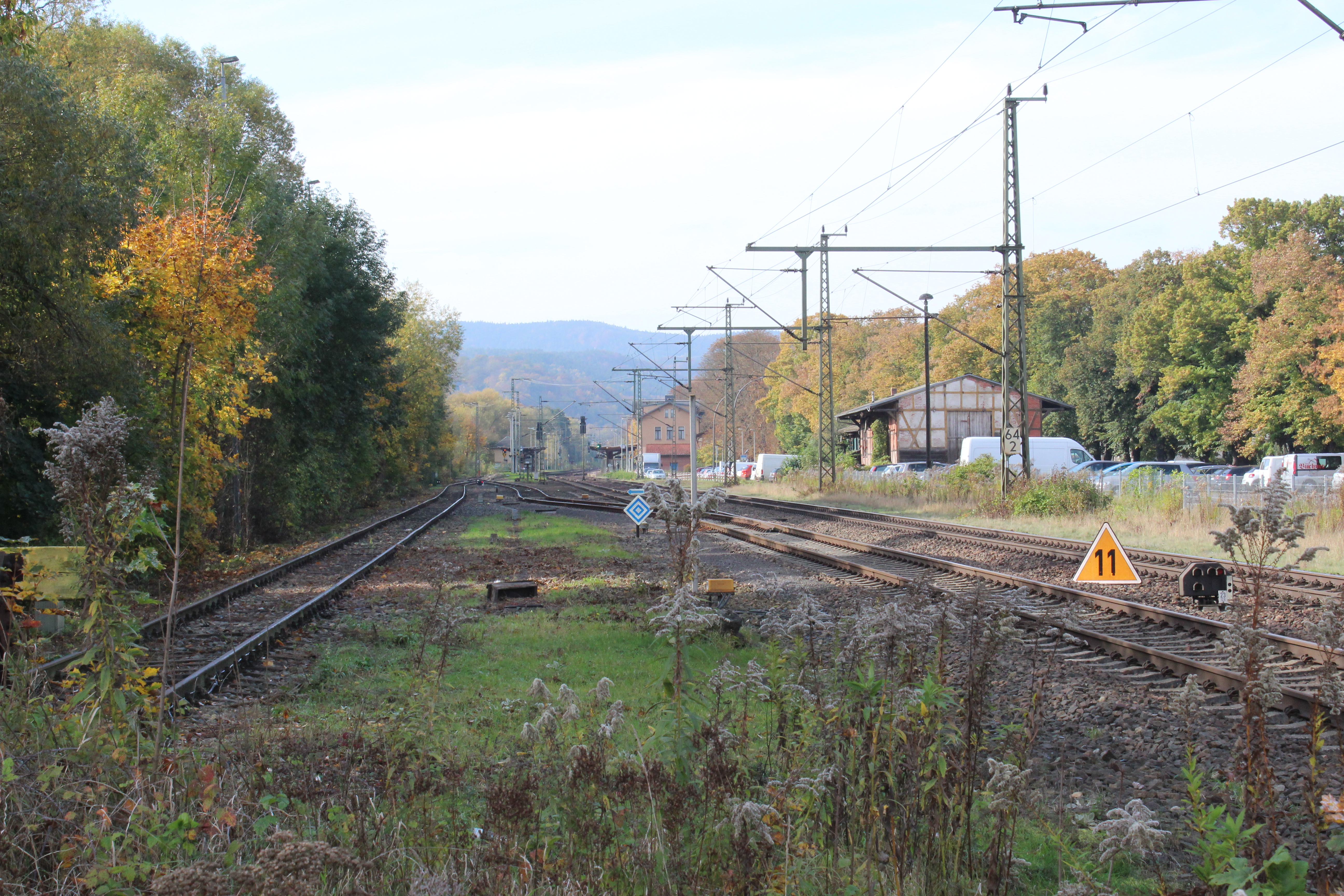
Bahnhof von nördlicher Seite aus gesehen (2017)

1895 kaufte der preußische Staat die Saal-Eisenbahn-Gesellschaft auf. Diese konzipierte bereits ein Jahr zuvor die Erweiterung des Empfangsgebäudes und führte diese noch vor der Übergabe an Preußen aus. Der westliche Teil wurde aufgestockt. Am östlichen Giebel kam ein 12 Meter langer Anbau hinzu.
1907 und 1908 gingen die ersten Stellwerke Rw und Ro in Betrieb. In den Jahren 1910 bis 1912 war die Kapazitätsgrenze endgültig erreicht. Es wurden zwingend Erweiterungen erforderlich. Die Königliche Eisenbahn-Direktion Erfurt erarbeitete Pläne zur Erweiterung der Personenverkehrsanlagen und zum Bau eines betrieblich selbstständigen Güterbahnhofs. Aufgrund des ausbrechenden Ersten Weltkrieges kam es nicht zur Ausführung dieser Vorhaben. Der Bau eines Güterbahnhofs musste unbedingt realisiert werden, da sich im Ostteil der Stadt viele Industriezweige ansiedelten. Zwischen den Streckenkilometern 62 und 63,4 angelegt konnte er erst nach 1918 in Betrieb gehen. In den ersten Jahren waren Güter- und Personenbahnhof eine Betriebsstelle. Mit der Elektrifizierung der Saalbahn erfolgte eine betriebliche Trennung von Personen- und Güterbahnhof. Neben den beiden Streckengleisen entstanden Überholgleise, um die häufigen Nutzung der Hauptgleise zu vermeiden.
Als in den 30er Jahren die Vorbereitungen für die Elektrifizierung der Saalbahn begannen, folgten Maßnahmen zur Erhöhung der Durchlässigkeit aufgrund des stark angestiegenen Personenverkehrsaufkommens. Es wurde ein neues Stellwerk Rw errichtet. Das alte ebenerdige Gebäude brach man ab. Damit ging auch eine Veränderung der Gleis- und Bahnsteiganordnung einher. Um die Sicherheit der Reisenden zu verbessern, verlegte man den Bahnsteig 2, der sich zwischen den beiden Hauptgleisen befand, zwischen die Gleise 2 und 3. Damit konnte das Überholgleis auch für den Reiseverkehr genutzt werden. Als Zugang für den neuen Bahnsteig 2 wurde eine Unterführung geschaffen. Ebenso kam es zur Verlängerung der Bahnsteige, sodass auch Schnellzüge in voller Länge halten konnten. Weiterhin entstand eine teilweise Überdachung und mechanische bediente Richtungsanzeiger.
1965 führte die Deutsche Reichsbahn im Rahmen einer zentralen Oberbauerneuerung die Erneuerung der Rudolstädter Bahnhofsgleise durch. 1983 wurde die Fassade des Empfangsgebäudes erneuert und die Schalterhalle rekonstruiert. Nach der Stilllegung der Strecke nach Bad Blankenburg wurde Gleis 3 nur noch selten genutzt. Es ist nicht mit einer Fahrleitung überspannt und hat eine Nutzlänge von 430 Metern. Von Gleis zweigt ein weiteres Stumpfgleis ab.
Die Fahrkartenausgabe ist seit November 2003 geschlossen. Sie war in ihren letzten Jahren montags bis freitags vier Stunden lang geöffnet. 2004 wurden Formsignale durch Ks-Signale ersetzt. Die beiden Stellwerke verloren ihre Funktion und wurden stillgelegt. Es entstand im Dezember 2004 ein Stellrechner, der von Saalfeld aus gesteuert wird.

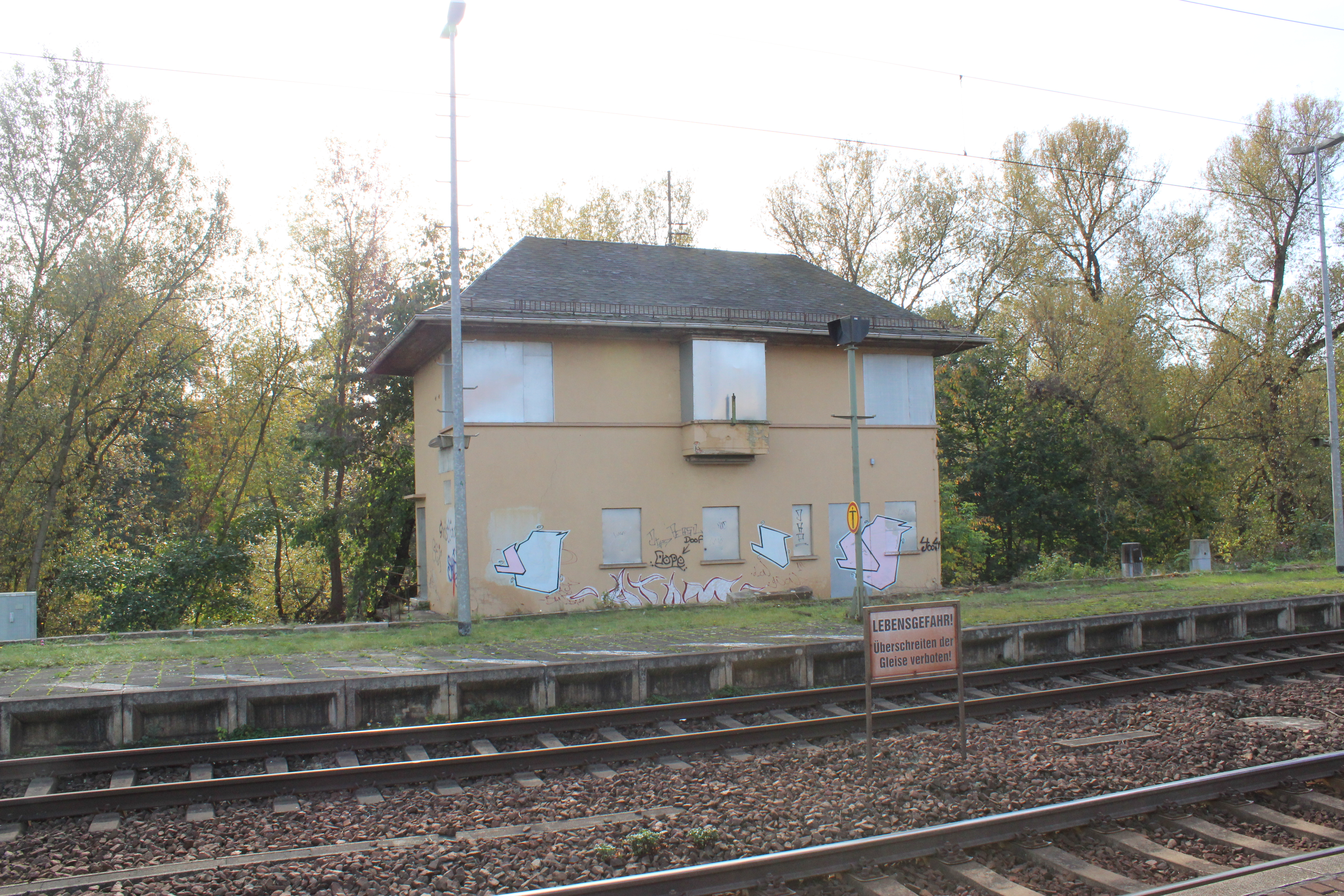
Ehemaliges Stellwerk Rw (2017)
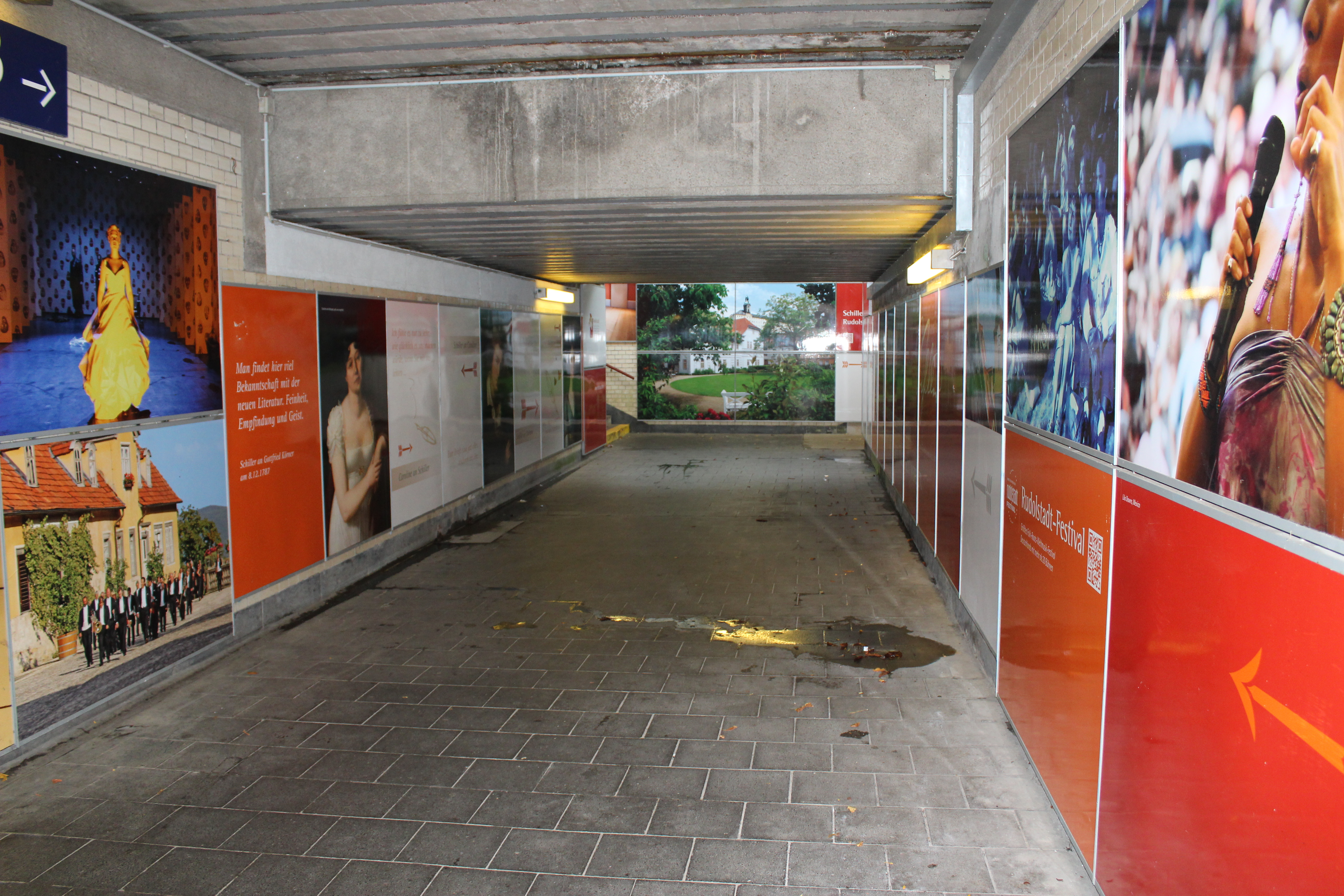
Unterführung (2017)
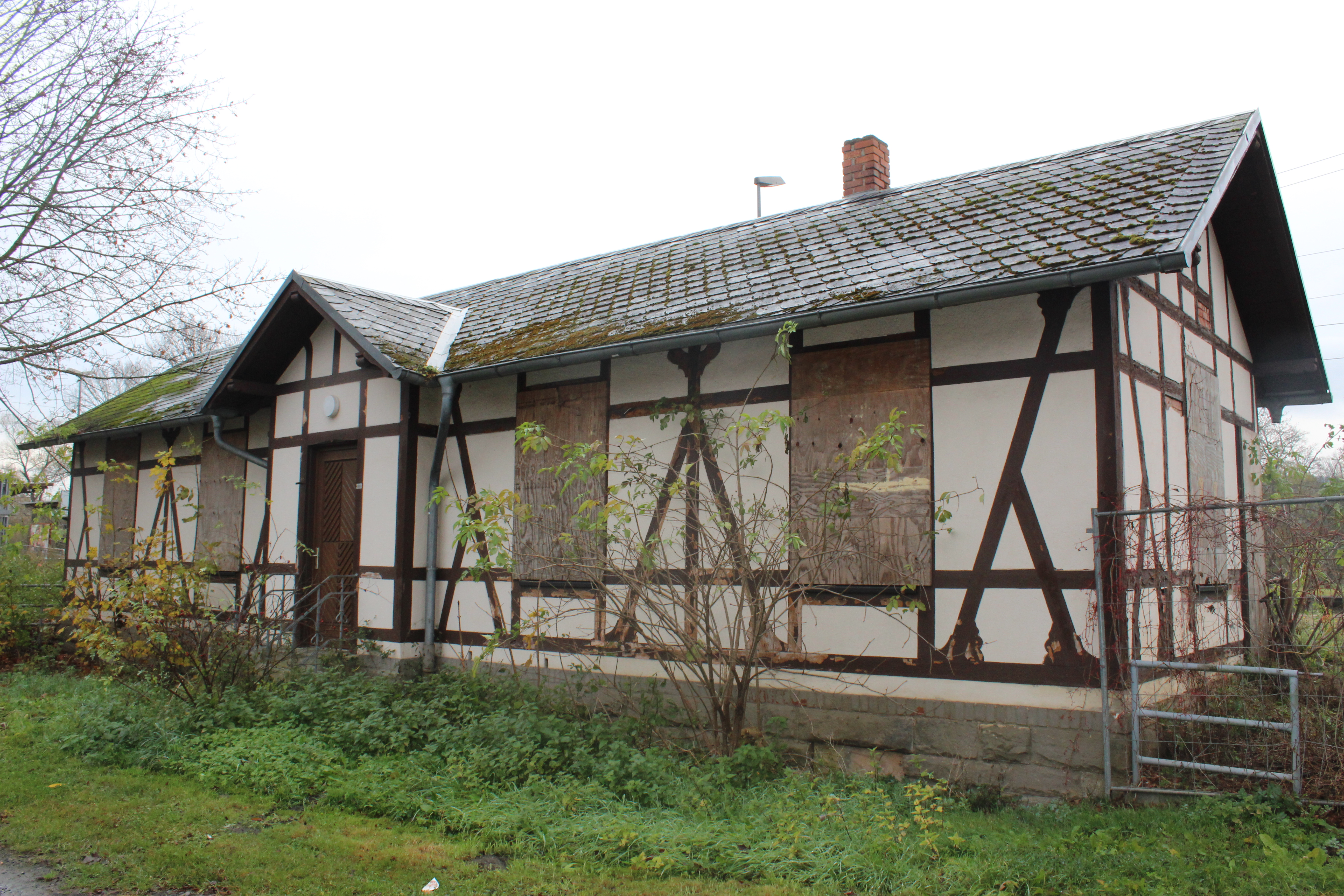
Ehemaliges Bahnmeisterbüro[5] (2017)

Die DB Station&Service beantrage am 6. Dezember 2022 beim Eisenbahn-Bundesamt die Genehmigung für „Neubau Bahnsteige, Beleuchtung, Grundinstandsetzung PU, Maßnahme Dächer“, in dessen Zusammenhang der Hausbahnsteig von einer Länge von 314 Metern und der Mittelbahnsteig von einer Länge von 306 Metern jeweils auf eine Nutzlänge von 160 Metern zurückgebaut werden soll.

### Güterbahnhof
Bis Ende der 1980er Jahre hatte der Güterbahnhof Rudolstadt ein außerordentlich starkes Verkehrsaufkommen. Im Laufe der Jahre entstanden eine Reihe von Gleisanschlüssen. Im Zweiten Weltkrieg wurden Gleisanschlüsse für ein Heeresproviantamt und ein Torpedoarsenal errichtet. Diese wurden noch bis Anfang der 1990er Jahre bedient. Bis Ende der 1950er Jahre verfügte noch die Lederfabrik Carl Nordmann über einen eigenen Gleisanschluss. Das inzwischen stillgelegte Gaswerk hatte auch einen Anschluss, der als Auflaufkurve ausgeführt war. Des Weiteren gab es in Rudolstadt noch Holz- und Kohleverladung.
Mit dem Zusammenbruch der Wirtschaft ab 1990 sank das Güterverkehrsaufkommen beträchtlich. Im Zuge der Wiederelektrifizierung 1994/95 wurden die Fahrleitungsmasten auf das Gleis, das Güter- und Personenbahnhof miteinander verbindet, gestellt, sodass das Gleis nicht mehr benutzt werden konnte. Neben den zwei durchgehenden Hauptgleisen gibt es im Güterbahnhof noch ein Überholgleis, das Gleis 4. Das Gleis 6 ging an Raiffeisen und wird auch Raiffeisen betrieben. Eine Kö sorgt für den Umschlag von Salz und Getreide.

### Richtersche Weiche
Der älteste Privatanschluss wurde von Rudolstadt aus bedient. Er befand sich bei Streckenkilometer 66,2 und gehörte der Fabrik A. Ad. Richter & Cie. (Ankerwerk). Das Anschlussgleis war mit Schutzweichen und Deckungssignalen gesichert. Der zugehörige Posten 60 war mit einem Betriebseisenbahner besetzt. Sie wurden von Eisenbahnern als Richtersche Weiche bezeichnet. Auf Betreiben des Fabrikdirektors Richter wurde die Errichtung einer Personenhaltestelle beantragt. Über diese liegen nur wenige Informationen vor. Hauptsächlich diente die Haltestelle der Bequemlichkeit der Kurgäste für das zum Ankerwerk gehörenden Rudolsbad. Die Haltestelle trug den Namen „Anschl VEB Ankerwerk“, war nur wenige Jahre in Betrieb und in offiziellen Fahrplänen nicht auffindbar.
Später wurde die Weiche verschließbar eingerichtet. Der Schlüssel dafür war im Stellwerk Rw aufbewahrt. Der Anschluss wurde vom Güterbahnhof bis 1976 mit Sperrfahrten bedient.
Mitte der 1930er Jahre wurden im Westen von Rudolstadt umfangreiche Kasernenbauten errichtet. In diesen Gleisanschluss wurde eine Auffahrrame für Culemeyer-Fahrzeuge errichtet. Mit diesen Fahrzeugen erfolgte der Transport von Waggons mit Baustoffen zu den Kasernen.

## Verkehrsanbindung
| Linie                | Linienverlauf                                                                                               | Takt (min)             | EVU                            |
| -------------------- | --- | ---------------------- | ------------------------------ |
| IC 61                | Leipzig – Naumburg – Jena Paradies – Rudolstadt – Saalfeld – Lichtenfels – Nürnberg – Stuttgart – Karlsruhe | fünf Zugpaare          | DB Fernverkehr                 |
| RE 14                | Camburg – Jena – Rudolstadt – Saalfeld – Bamberg                                                            | einzelner Zug Die.-Do. | DB Regio Bayern                |
| RE 15                | Leipzig - Weißenfels - Naumburg -Jena Saalbahnhof – Kahla – Rudolstadt – Saalfeld                           | 120                    | Abellio Rail Mitteldeutschland |
| RB 25                | Halle – Merseburg – Weißenfels – Naumburg – Jena Paradies – Orlamünde – Rudolstadt – Saalfeld               | 060                    | Abellio Rail Mitteldeutschland |
| Stand: Dezember 2024 | |                        |                                |